# A
A/a是拉丁字母的首字母，来源于拉丁语中有低元音/a/和/aː/音值的希腊字母。 其英文名为“a”，读音为/eɪ/，复数为“aes”。这一字母的形状与其来源古希腊字母alpha相似。其大写体由三角形的两个斜边和在中间联结两条斜边的横杠构成。其小写形式有两种形式：双层a和单层ɑ。单层A通常于手写体及其衍生字体中使用，特别是供儿童阅读的字体和斜体。

## 历史
| 埃及语                        | 原始西奈字母 ʾalp | 原始迦南字母                  | 腓尼基文 aleph   | 闪族语 | 希腊语 alpha           | 伊特鲁里亚语 A        | 拉丁字母/ 斯拉夫字母 A | 维奥蒂亚语 公元前700年-公元前800年 | 希腊语 安色尔体                   | 公元300年的拉丁文 安色尔体     |
| ----------------------------- | ----------------- | ----------------------------- | ---------------- | ------ | ---------------------- | --------------------- | ---------------------- | ---------------------------------- | --------------------------------- | ------------------------------ |
| Egyptian hieroglyphic ox head | Boeotian          | Semitic letter "A", version 1 | Phoenician aleph |        | Greek alpha, version 1 | Etruscan A, version 1 | Latin A                | Greek Classical uncial, version 1  | Greek Classical uncial, version 1 | Latin 300 AD uncial, version 1 |

“A”的最早祖先是第一个腓尼基字母aleph（一写作'aleph），这一字母系统完全由辅音构成（因此其也被称为辅音音素文字，以区别于真正的全音素文字）。另外，aleph的祖先可能是受圣书体影响的青铜中期文化时期字母中牛头的象形符号，其形状为延伸出两个角的三角形头部。
当古希腊人使用字母系统时，他们没有用一个字母表示声门塞音。声门塞音在腓尼基语和其他闪米特语族下属语言中用字母aleph表示, 这一辅音是这个字母在腓尼基的发音的第一个音位。古希腊人因此用自己版本的这一符号表示元音/a/，并用类似的名称alpha称呼之。在公元前八世纪希腊黑暗时代后的最早希腊铭文中，这一字母侧靠在一边, 但在之后的希腊字母中，其通常类似于现代大写字母，但许多地方字母有一条腿被缩短或交叉线倾斜一定角度的区别。
伊特鲁里亚人把希腊字母带到了他们在意大利半岛的文明中并把这一字母无差别的保留了下来。罗马人后来用伊特拉斯坎字母书写拉丁语，由此产生的字母被保存在用于书写包括英语的许多语言的拉丁字母中。 

### 印刷变体

小写字母A的不同字形。

从罗马时代起，字母“A”就存在多种不同的形式。第一种形式是碑体或玉石体，用于在石头及其他“永久”介质上题刻。另外也存在一种被用于日常或功利写作、在易腐烂表面写就的手写体。因这类表面的“易腐”性质，该字体实例少于碑体，但仍有不同类型的手写体实例留存，例如大写手写体、小写手写体以及小写行书体。也存在介于手写体和碑体之间的变体也存在。其已知变体包括早期半安色尔体、安色尔体和晚期半安色尔体。
| 哥特体A     | 安色尔体A | 另一种哥特体A |
| 现代罗马体A | 现代斜体A | 现代体A       |

这一字母包括双层a和单层ɑ两种异体。

罗马帝国末期（公元5世纪），小写手写体的几种变体在西欧有所发展。其中包括意大利的小写行书，法国的墨洛温体，西班牙的西哥特体和大不列颠的岛体、盎格鲁-爱尔兰半安色尔体与大写盎格鲁—撒克逊体。到9世纪，与现在的字体相似的卡洛林体出现。它是书籍制作中主要使用的字体，与现代字体极为相似。这一字体是综合之前的字体产生的。

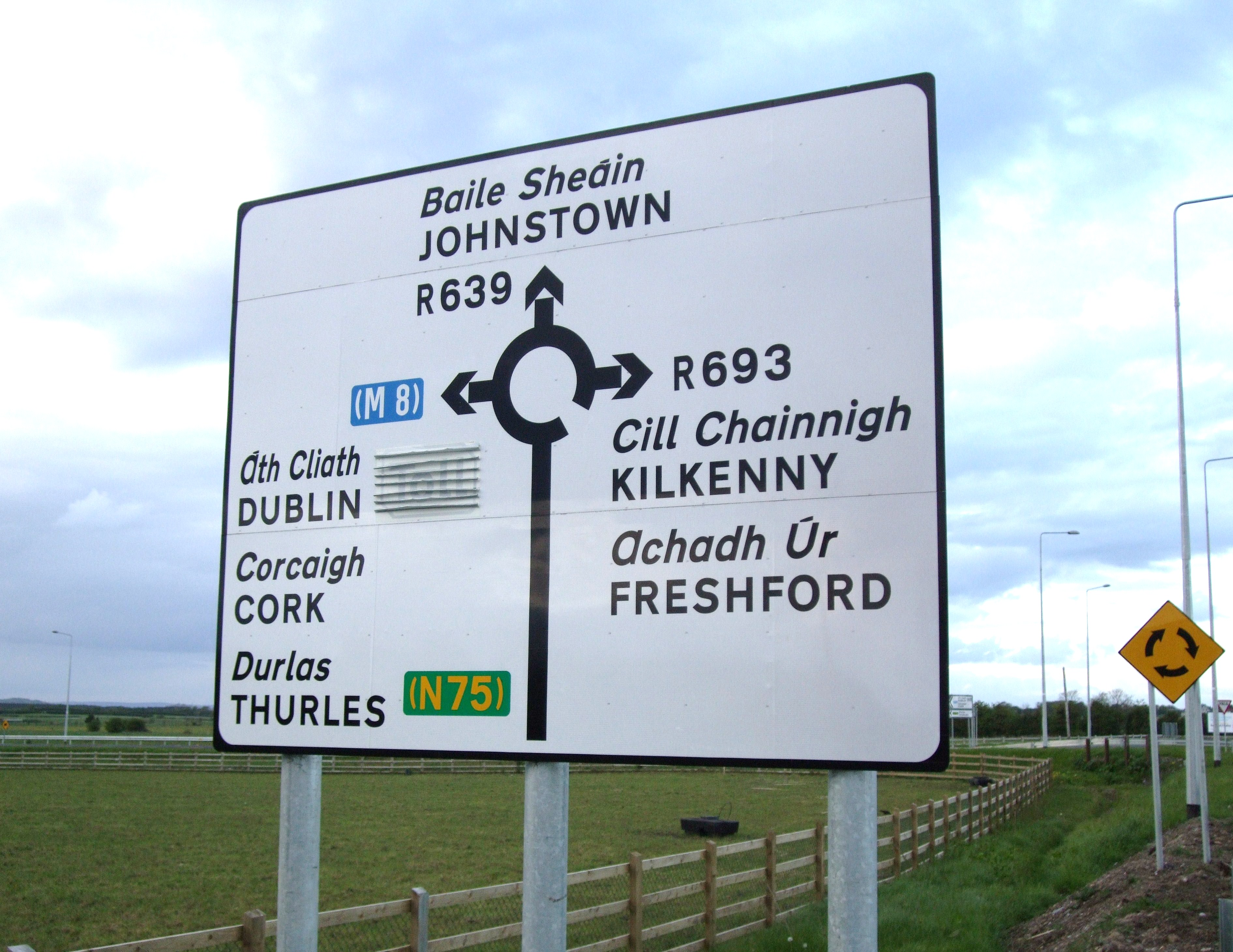
爱尔兰路标，其中以大写及小写形式的“a”展示了爱尔兰“拉丁字母”字体。

于15世纪，意大利形成目前已知的两种变体。此些变体，亦即意大利体和罗马体，均衍生自卡洛林体。a的意大利体形式，亦即书写体a，在大部分笔迹中出现；它由一个圆圈及右侧的一条竖线构成，写作“ɑ”。它于五世纪开始逐渐发展起来，并且类似于中世纪爱尔兰和英国作家手中的希腊字母Τ。a的罗马形式被用于大部分印刷物中；它由一个小环和上面的弧构成，写作“a”。这两种字体都源于大写体。如图所示，希腊人在笔迹中把安色尔体的字母“a”左腿和水平线连接成一个环是常见的。在一些例子中，右腿的衬线被发展为一个圆弧，形成了印刷体；但在另一些例子中，这一衬线脱落，形成了现代手写体。平面设计师把意大利体和罗马体a分别称为“单层a”和“双层a”。
意大利体通常被用于区别文本的两个部分（另一部分用罗马体标记）及标记强调。有时候除意大利字体外的其他实例也会被使用，如书写体a（“ɑ”），亦即拉丁alpha就被用于与拉丁字母“a”形成区别。（例如在国际音标中）

## 在书写体系中的使用

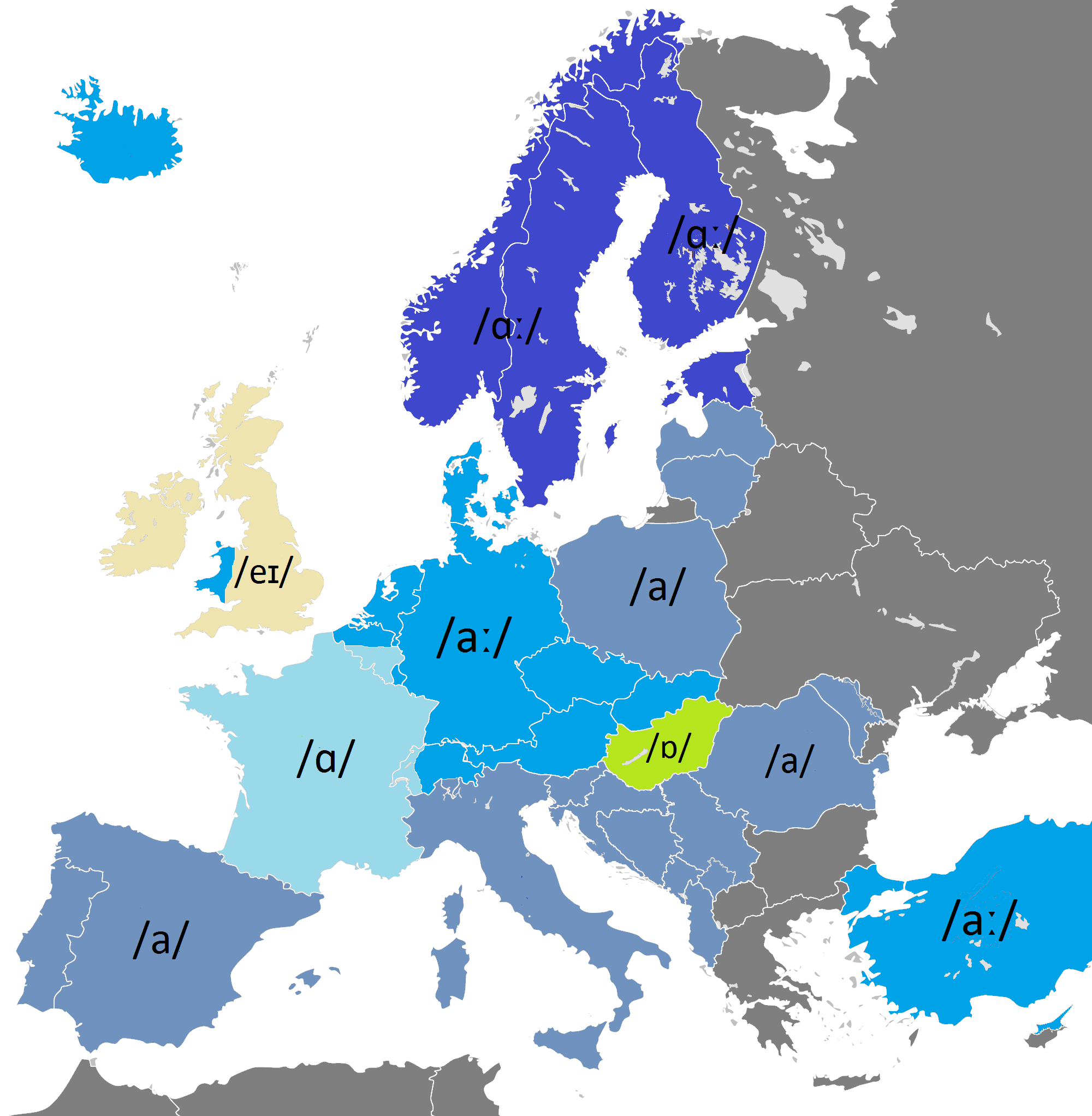
字母a名称在欧洲语言中的发音，需要注意的是，/a/和/aː/会因语言的不同而具有在、及之间的不同发音。

### 英语
在古英语中，a代表/a/和/aː/。/æ/在古英语中则由æ表示。
而在现代英语正写法中，字母⟨a⟩至少代表七个不同元音：
- 次开前不圆唇元音 /æ/，例如在pad中；
- 开后不圆唇元音/ɑː/，例如在father中，这更为接近它在拉丁语及希腊语中的本音。[5]
- 双元音/eɪ/，例如在ace和major中。⟨a⟩在后接一个（通常）或两个（罕见）辅音，并且这些辅音后还有其他元音字母时读作此音——这一变化在中古英语延长（英语：Middle English lengthening）后的元音大推移时发生；
- 上述声音在⟨r⟩之前的修改形式，例如在square和Mary中；
- 圆唇元音，例如在“water”中。
- 更短的圆唇元音（不存在于通用美式英语中），例如在was和what中；[4]
- 中央元音, 出现在许多非重读音节中，例如在about、comma和solar中。

二合字母⟨aa⟩在英语本地单词中不存在，但其可以在一些源于外语的单词中找到，例如Aaron和aardvark。但⟨a⟩出现在许多有自身读音的常见二合字母中，特别是⟨ai⟩、⟨au⟩、⟨aw⟩、⟨ay⟩、⟨ea⟩和⟨oa⟩。
⟨a⟩是在⟨e⟩和⟨t⟩之后于英语中第三常用的字母，在西班牙语和法语中第二常见的字母和在葡萄牙语中最常见的字母。一项研究表明，英语文本中大约3.68%的字母⟨a⟩，而这一数值于法语、西班牙语和葡萄牙语中分别为7.636%、11.525%和14.634%。

### 其他语言
在大部分使用拉丁字母的语言中，⟨a⟩表示开不圆唇元音，如/a/、/ä/或/ɑ/。一个例外是萨尼奇语，其中⟨a⟩和它的另一种字形Á代表半闭前不圆唇元音/e/.

### 其他体系
在语言学和音素符号中：
- 在国际音标中，⟨a⟩被用于表示开前不圆唇元音，⟨ä⟩被用于表示开央不圆唇元音，并且⟨ɑ⟩被用于表示开后不圆唇元音。
- 在X-SAMPA中，⟨a⟩被用于表示开前不圆唇元音，而且⟨A⟩被用于表示开后不圆唇元音。

## 其他用法
代数中，字母a及字母表中的各个其他字母通常被用于表示变量，它们在不同数学领域拥有不同的传统意义。此外，勒内·笛卡尔在1637年“创造了用x、y、z表示未知数，a、b、c表示已知数的约定”，它通常会，特别是会在初等代数中会被遵循。
在几何学中，A、B、C等大写字母通常用于表示线段、直线、射线等。大写字母A通常也会是表示三角形中一个角的字母之一，而小写字母a则会被用于表示与角A相对的一边。
“A”通常被用于表示有更好质量的某物或更高地位的某人：A-、A、A+或A++是教师可以分配给学生的课堂作业的最佳成绩，“A级”是对于清洁餐厅的评级，一流名人在英语中被称为" A-list celebrities"，等等等等。这种联系可以作为一个动机起到效应，因为接触字母A已被发现与接触其他字母相比更能提高绩效。
“A”被用作某些词的前缀，以表示“非”或“无”，例如在asymmetry中（源自希腊语）。
“a”及其变体“an”于英语语法中为用于名词短语之前的不定冠词。
字母A也被用于表示尺寸，如窄鞋型的鞋码尺寸或胸罩中的小罩杯尺寸。
在演绎法中，字母A表作形如“甲均是乙”的全肯定命题。字母I、E和O表形如“一些甲是乙”的部分肯定，以及一些形如“一些甲非乙”的部分否定命题。以上可能来自拉丁动词affirmo（我断言）与nego（我否认）。这种用法可溯至13世纪，虽然一些学者认为来源是希腊逻辑学家。
在十二小时制，a.m. 的 a 為午前（ante），用于表示上午的时间段。
在十六进制（逢16进1的进位制）的编号系统中，A是与十进制（逢10进1的进位制）计数中的数字10相对应的数字。

## 相关字符

### 拉丁字母中的衍生及相关字符
- Æ æ : 拉丁字母连字AE
- 带有附加符号的A：Å å Ǻ ǻ Ḁ ḁ ẚ Ă ă Ặ ặ Ắ ắ Ằ ằ Ẳ ẳ Ẵ ẵ Ȃ ȃ Â â Ậ ậ Ấ ấ Ầ ầ Ẫ ẫ Ẩ ẩ Ả ả Ǎ ǎ Ⱥ ⱥ Ȧ ȧ Ǡ ǡ Ạ ạ Ä ä Ǟ ǟ À à Ȁ ȁ Á á Ā ā Ā̀ ā̀ Ã ã Ą ą Ą́ ą́ Ą̃ ą̃ A̲ a̲ ᶏ[15]
- 与音标字母系统相关的A（国际音标只使用这些字母的小写，但它们的大写形式被用于部分其他书写系统中被使用：
  - Ɑ ɑ：拉丁alpha/书写体a，它在国际音标里表示开后不圆唇元音。
  - ᶐ：带有弯钩的小写拉丁字母alpha。[15]
  - Ɐ ɐ：倒转A，它在国际音标里表示次开央元音。
  - Λ ʌ：ʌ（也被称为楔形、脱字符或帽子），它在国际音标里表示半开后不圆唇元音。
  - Ɒ ɒ：倒转alpha/书写体a，它在国际音标里表示开后圆唇元音。
  - ᶛ：修饰字母，缩小的倒转alpha。[15]
  - ᴀ：缩小的大写A，一个过时或非标准国际音标符号，被用于表示主要是开元音的各种音。
  - A a ᵄ：修饰字母，被用于乌拉尔语音标字母（英语：Uralic Phonetic Alphabet）（UPA）中。[16]（有时使用Unicode的上标与下标（英语：Unicode subscripts and superscripts）编码实现）
  - a：下标小写a，被用于印欧学中。[17]
  - ꬱ：小写字母a（左）和横翻ə（右）的结合，被用于Teuthonista（英语：Teuthonista）音标字母中。[18]
  - Ꞻ ꞻ：喉塞音符A，被用于乌加里特语音标中。[19]

### 衍生符号及缩写
- ª：阴性序数指标。
- Å：埃格斯特朗的符号。
- ∀：竖翻的大写字母a，用于在一阶逻辑中表示全称量化（“﹝对﹞任意……”）。
- @：艾特
- ₳：阿根廷奥斯特拉尔

### 其他字母系统中的祖先及姊妹字符
- 𐤀：闪米特语字母Aleph，下列字符的本源。[20]
  - Α α：希腊字母Alpha，下方为其派生字母。[21]
    - А а：西里尔字母А。[22]
    - Ⲁ ⲁ：科普特字母Alpha。[23]
    - 𐌀：古意大利字母A，现代拉丁字母A的祖先。[24][25]
      - ᚨ：卢恩字母ansuz（英语：ᚨ），可能源自古斜体A。[26]

    - 𐌰：哥特字母aza/asks[27]
- Ա ա：亚美尼亚字母Ayb（英语：Ayb (letter)）

## 码位
下方为各种系统中字母A的码位。
|               | A             | A             | a             | a             |
| ------------- | ------------- | ------------- | ------------- | ------------- |
| Unicode名称   | 拉丁字母大写A | 拉丁字母大写A | 拉丁字母小写A | 拉丁字母小写A |
| 编码          |               |               |               |               |
| Unicode       | 41            | U+0041        | 61            | U+0061        |
| UTF-8         | 65            | 41            | 97            | 61            |
| UTF-16        | 65            | 0041          | 97            | 0061          |
| 字符值引用    | &#65;         | &#x41;        | &#97;         | &#x61;        |
| EBCDIC family | 193           | C1            | 129           | 81            |
| ASCII 1       | 65            | 41            | 97            | 61            |

1 也适用于基于ASCII的编码，例如DOS、Windows、ISO-8859及Macintosh家族编码。

## 其他表示法
| 北约音标字母 | 摩尔斯电码 |
| Alpha        | ·–         |

|            |      |              |              | ⠁    |
| 國際信號旗 | 旗語 | 美国手语字母 | 英国手语字母 | 盲文 |

## 另見
- 名稱以開頭的所有条目

### 引用
1. ↑  . Encyclopedia Britannica.   [3 March 2021]. （原始内容存档于9 March 2021）.
2. 1 2  Simpson & Weiner 1989，第1頁
3. ↑  McCarter 1974，第54頁
4. 1 2 3  Hoiberg 2010，第1頁
5. 1 2 3 4  Hall-Quest 1997，第1頁
6. 1 2 3 4  Diringer 2000，第1頁
7. ↑  Gelb & Whiting 1998，第45頁
8. ↑  . en.algoritmy.net.   [2022-01-03]. （原始内容存档于4 March 2021）.
9. ↑  .   [2007-06-15]. （原始内容存档于2007-09-30）.
10. ↑  Pratt, Fletcher. . Garden City, NY: Blue Ribbon Books. 1942: 254–5. OCLC 795065.
11. ↑  .   [2009-06-16]. （原始内容存档于2009-08-03）.
12. ↑  Tom Sorell, Descartes: A Very Short Introduction, (2000). New York: Oxford University Press. p. 19.
13. ↑  Ciani & Sheldon 2010，第99–100頁
14. ↑  Luciani, Jené. . Dallas, TX: Benbella Books. 2009: 13. ISBN 9781933771946. OCLC 317453115 （英语）.
15. 1 2 3  Constable, Peter,  (PDF), 19 April 2004  [24 March 2018], （原始内容存档 (PDF)于11 October 2017） –www.unicode.org （英语）
16. ↑  Everson, Michael;  et al,  (PDF), 20 March 2002  [24 March 2018], （原始内容存档 (PDF)于19 February 2018） –www.unicode.org （英语）
17. ↑  Anderson, Deborah; Everson, Michael,  (PDF), 7 June 2004  [24 March 2018], （原始内容存档 (PDF)于11 October 2017） –www.unicode.org （英语）
18. ↑  Everson, Michael; Dicklberger, Alois; Pentzlin, Karl; Wandl-Vogt, Eveline,  (PDF), 2 June 2011  [24 March 2018], （原始内容存档 (PDF)于11 October 2017） –www.unicode.org （英语）
19. ↑  Suignard, Michel,  (PDF), 9 May 2017  [8 March 2019], （原始内容存档 (PDF)于30 March 2019） –www.unicode.org （英语）
20. ↑  Jensen, Hans. . New York: G.P. Putman's Sons. 1969 （英语）.
21. ↑  . 17 February 2013  [25 May 2018]. （原始内容存档于26 May 2018） –The Times of Israel （英语）.
22. ↑  . .   [25 May 2018]. （原始内容存档于26 May 2018） （英语）.
23. ↑  Silvestre, M. J. B. . 由Madden, Frederic翻译. London: Henry G. Bohn. 1850  [27 October 2020]. （原始内容存档于7 May 2021） （英语）.
24. ↑  Frothingham, A. L., Jr. . Archaeological News. American Journal of Archaeology. 1891, 7 (4): 534  [27 October 2020]. JSTOR 496497 . （原始内容存档于18 February 2022）.
25. ↑  Steele, Philippa M. (编). . Oxford: Oxbow Books. 2017  [27 October 2020]. ISBN 9781785706479. （原始内容存档于6 May 2021） （英语）.
26. ↑  Fortson, Benjamin W.  second. John Wiley & Sons. 2010  [27 October 2020]. ISBN 9781444359688. （原始内容存档于14 August 2021） （英语）.
27. ↑  . Wiktionary.   [25 January 2021]. （原始内容存档于17 December 2020）.

### 書籍
- . Math Explorer's Club. Cornell University. 2004  [28 May 2014]. （原始内容存档于22 April 2014） （英语）.
- . Trinity College. 2006  [11 May 2015]. （原始内容存档于25 January 2007） （英语）.
- Ciani, Keith D.; Sheldon, Kennon M. . British Journal of Educational Psychology. 2010, 80 (1): 99–119. PMID 19622200. doi:10.1348/000709909X466479 （英语）.
- Diringer, David. . Bayer, Patricia  (编). . I: A-Anjou First. Danbury, CT: Grolier. 2000. ISBN 978-0-7172-0133-4 （英语）.
- Gelb, I. J.; Whiting, R. M. . Ranson, K. Anne  (编). . I: A–Ang First. Danbury, CT: Grolier. 1998. ISBN 978-0-7172-2068-7 （英语）.
- Hall-Quest, Olga Wilbourne. . Johnston, Bernard  (编). . I: A to Ameland First. New York, NY: P.F. Collier. 1997 （英语）.
- Hoiberg, Dale H. (编). . . 1: A-ak–Bayes. Chicago, IL: Encyclopædia Britannica, Inc. 2010. ISBN 978-1-59339-837-8 （英语）.
- McCarter, P. Kyle. . The Biblical Archaeologist. 1974, 37 (3): 54–68. JSTOR 3210965. S2CID 126182369. doi:10.2307/3210965 （英语）.
- Simpson, J. A.; Weiner, E.S.C. (编). . . I: A–Bazouki 2nd. Oxford, UK: Oxford University Press. 1989. ISBN 978-0-19-861213-1 （英语）.